# Интердом
Интердом — ивановский интернациональный детский дом. С 2016 года Международный центр образования «Интердом» имени Е. Д. Стасовой.  
Другие названия 
- ИДД — Интернациональный Детский Дом.
- ИМШИ — Ивановская Международная Школа-Интернат.
- ИИШИ — Ивановская Интернациональная Школа-Интернат им. Е. Д. Стасовой.

## История создания
Ивановский интернациональный детский дом был основан 1 мая 1933 года по инициативе Е. Д. Стасовой, председателя МОПРа (международной организации помощи борцам революции), и иваново-вознесенских рабочих для детей, чьи родители оказались в тюрьмах стран с реакционными и фашистскими режимами. Средства на строительство первого комплекса зданий были собраны из добровольных пожертвований ивановских рабочих и простых людей других регионов Советского Союза, а также отделений МОПРа Германии, Швейцарии, Дании, Норвегии и других стран. Создание такого детского дома было проявлением интернационализма и доброй воли советских граждан по отношению к осиротевшим детям борцов-антифашистов.
Первоначальный архитектурный комплекс был спроектирован Николаем Ивановичем Порхуновым. Здание было построено в стиле конструктивизма и с высоты птичьего полёта напоминало серп и молот. В 1992 году на месте снесённого здания (ценного памятника архитектуры) были построены по проекту Гипровуза новые корпуса.

## Деятельность
Первыми воспитанниками были дети антифашистов из Германии, Греции, Австрии, Болгарии, Венгрии, Италии и многих других мест. В ходе гражданской войны в Испании в Интердом не раз прибывали испанские дети. Развитие революционных событий в Китае привело в Интердом много китайских воспитанников.
Ивановский Интердом стал для них второй родиной. Жизнь, история и культура страны объединила их всех в единую общность с советским народом, что ярко проявилось в годы Великой Отечественной войны, когда 54 воспитанника добровольно ушли на фронт. 17 из них не вернулись.
За свою почти восьмидесятипятилетнюю историю воспитанниками детского дома были дети из более 80 стран земного шара. Национальный состав детей Интердома стал индикатором социальных потрясений в различных уголках мира. Революционное движение в Иране[уточнить] — иранские дети, перевороты в Греции и в Чили — греческие и чилийские дети, гражданские войны в странах Африки — ангольские, эфиопские и нигерийские дети.

## Современность
В разные годы в Интердоме воспитывались большие группы детей из зон стихийных бедствий, техногенных катастроф, национальных конфликтов. В настоящее время в Интердоме живут и воспитываются более 350 детей разных национальностей из многих уголков России, из ближнего и дальнего зарубежья.
В 1991 году Интердом принял свой современный облик. Закончилось строительство и реконструкция комплекса зданий этого учреждения. Сегодня это самый большой в России детский дом с благоустроенной территорией, комфортабельным жилым комплексом, светлой и оборудованной школой, спортивными залами, крытым плавательным бассейном и великолепным концертным залом.

## Основные вехи истории Интердома
- 1933 год – Основан первый и единственный в мире Интернациональный Детский Дом.  «Первый Интернациональный детский дом МОПР СССР им.Е.Д.Стасовой»
- С 1947 г. – Интернациональный детский дом им. Е. Д. Стасовой Союза обществ Красного Креста и Красного Полумесяца СССР
- С 1961 года (после открытия собственной школы) и до 1992 года – Интернациональная школа-интернат им. Е. Д. Стасовой СОКК и КП СССР
- 1978 год – За успехи в обучении и воспитании подрастающего поколения Интердом награжден орденом СССР «Дружба Народов»
- 1983 год – Интердом торжественно отметил 50-летний юбилей. За успехи в воспитании и обучении детей Интердом награжден орденом Республики Болгария «Народная Республика Болгария» I степени и орденом ГДР «Золотая Звезда Дружбы Народов»
- 1991 год – Закончилось строительство нового комплекса зданий Интердома
- С 1992 года – Ивановская международная школа-интернат им.Е.Д.Стасовой Российского общества Красного Креста
- 2003 год – Интердому исполнилось 70 лет
- 2004-2005 гг. – ФГОУ Школа-интернат для детей -сирот и детей,оставшихся без попечения родителей Министерства образования Российской Федерации
- 2005-2011 гг. – ФГОУ Ивановская школа-интернат для детей-сирот и детей, оставшихся без попечения родителей имени Е. Д. Стасовой
- 2011-2016 гг. – ФГБОУ Ивановская школа-интернат для детей-сирот и детей, оставшихся без попечения родителей имени Е. Д. Стасовой
- 2013 год – Интердому исполнилось 80 лет
- С 2016 год – ФГБОУ Международный центр образования «Интердом» имени Е. Д. Стасовой
- Декабрь 2016 г. – Международный центр образования «Интердом» имени Е. Д. Стасовой награжден ведомственной медалью Уполномоченного по правам человека в РФ «Спешите делать добро» за многолетнюю работу по воспитанию и обучению детей, оказавшихся в сложных жизненных обстоятельствах.

### Знаменитые воспитанники
- Штраубе, Фриц (Германия)
- Шмит, Гельмут
- Виво, Хорхе (Куба)
- Сергей Аньин (КНР) — сын Мао Цзэдуна
- Вареско, Драгутин
- Карастоянов, Александр
- Марина Колева — искусствовед, дочь болгарского политэмигранта Светослава Колева.
- Димитров, Митко (Болгария) — сын Георгия Димитрова
- Вольгендлер, Ася Исаковна
- Тимур Тимофеевич Тимофеев — сын Юджин Деннис
- Чжу Минь (КНР) — дочь Чжу Дэ
- Пашкин Александр Викторович- выпуск 2005 года, выдающиеся способности в области математики, общий вклад в развитие школы
- Амая Руис Ибаррури (Испания) — дочь Долорес Ибаррури
- Луиджи и Джузеппе Лонго (Италия) — сыновья Луиджи Лонго
- Дулия Саади (Палестина) — дочь Наджати Сидки
- Шандермани, Алексиос — ирано-немецкий писатель и поэт.
- Дахте, Заур Рустамович — Таджикский советский оператор и фотограф. Заслуженный работник культуры Таджикской ССР.
- Серуш, Бабек — знаменитый иранский бизнесмен, близкий друг Владимира Высоцкого.
- Ян Вильям Сиверц ван Рейзема (24.06.1934 г. - 09.03.2025 г., Москва) - советский и российский философ и поэт, автор философии планетаризма. Кандидат исторических наук, академин РАЕН. Поэтический псевдоним - Аргутинский-Долгорукий А.И.

### Воспитанники, погибшие в годы Великой Отечественной войны
- Вилар, Энрике (кубинец)
- Виво, Альдо (кубинец)
- Вольгендлер, Аврум (еврей)
- Вольгендлер, Анатолий (еврей)
- Вольгендлер, Шолом (еврей)
- Пунцуль, Валентин (латыш)
- Робах, Эдвин (эстонец)
- Николаиди, Георг (грек)
- Брацанович, Владимир (югослав)
- Ремлинг, Курт (немец)
- Шютц, Густав (немец)
- Эйзеншнейдер, Эльвира (немка)
- Гундерман, Рудольф (немец)
- Волковицкий, Валентин (поляк)
- Жарский, Петр (поляк)
- Касабов, Благой (болгарин)
- Карастоянова, Лилия (болгарка)

## В искусстве
- Фильм 1976 года «Дневник Карлоса Эспинолы» (реж. В. И. Селиванов), события которого разворачиваются в интернациональной школе-интернате для детей борцов за независимость, подпольщиков и эмигрантов.
- «Мы не сдаёмся, мы идём» фильм 1982 года о легендарном интернациональном доме в Иванове и о судьбах его воспитанников. Награждён на Международном кинофестивале в Лейпциге и Всесоюзном кинофестивале. Режиссёру М.С. Литвякову, автору сценария Н.В. Шишлину и оператору Ю.П. Николаеву за создание фильма присвоена Государственная премия СССР.
- В книге Е. Ильиной Четвёртая высота Гуля Королёва проводит несколько дней с воспитанниками Интердома. Здесь её приняли в пионеры.